# 朱延平
朱延平（英語：Kevin Chu，1950年12月12日—），臺灣電影導演，台灣外省人，籍貫安徽，為臺灣1980至1990年代重要喜劇電影導演之一。

## 生平

### 早年生活
朱延平在肄業自省立新竹高中後就讀並畢業於東吳大學外文系。

### 電影事業
1980年代，朱延平捧紅許不了；許氏是一位迎合臺灣鄉土俚俗趣味的諧星。此時，朱延平雖經常被指責抄襲查理·卓别林的造型和風格，他仍是臺灣最受歡迎的商業電影導演。
後來，他陸續拍攝了《七匹狼》、《異域》等非喜劇作品。
1990年代，他發掘了郝劭文與釋小龍兩位童星，並以《新烏龍院》一片再度締造台灣電影票房奇蹟；但是，一再重複而缺乏新意的風格很快就使得其後續作品票房逐漸萎縮。
1997年，他榮獲中國文藝協會頒發之中國文藝獎章電影導演獎。
2022年，榮獲第24屆台北電影獎卓越貢獻獎。

## 評價及逸事
朱延平早期喜劇作品參考卓別林的電影，再結合本土笑料，自成一格。在台灣鮮少拍喜劇且量產製作電影的導演，但朱延平卻是其中一位，也是目前拍攝最多台灣電影的導演，不僅只拍攝台灣商業電影，也曾嘗試拍攝藝術類電影，但票房不盡理想。
2010年，朱延平表達願意提供陳銳（陳凱倫之子，當時因成立幫派、暴力討債等緣由遭裁定羈押）進入演藝圈之機會而招致輿論批評。
2020年11月，朱延平豪宅內，曾被小偷闖空門，但朱延平急中生智，嚇走小偷！

## 電影

### 導演
- 1980年

- 《小丑》

- 1981年

- 《真假大亨》
- 《天才蠢才》
- 《傻兵立大功》
- 《瘋狂大發財》
- 《大小姐與流浪漢》
- 《十張王牌》

- 1982年

- 《紅粉兵團》
- 《大情聖》

- 1983年

- 《迷你特攻隊》
- 《一九八三大驚奇》
- 《四傻害羞》
- 《田莊阿哥》
- 《火龍任務A計畫》

- 1984年

- 《夜夜念嬌妻》
- 《男人真命苦》 與陳俊良聯合導演
- 《天生一對》
- 《開心將軍》
- 《醜小鴨》
- 《七隻狐狸》(又名:X陷阱)
- 《獵豔高手》

- 1985年

- 《老少江湖》
- 《老頑童與小麻煩》
- 《小丑與天鵝》
- 《少爺兵》

- 1986年

- 《歡樂龍虎榜》
- 《大人物》
- 《頑皮家族》
- 《好小子》原是張美君導演，導演卻因病去世，本片最後由朱延平導演接手完成

- 1987年

- 《大頭兵》
- 《大頭兵2 大頭兵出擊》（港譯：痴線特警出更／特警出更2 瘋狂大頭兵／傻瓜訓兵營）
- 《大頭兵3 阿兵哥》
- 《先生騙鬼》

- 1988年

- 《報告典獄長》 與曾志偉聯合導演
- 《天下一大樂》
- 《天才小兵》
- 《丑探七個半》

- 1989年

- 《七匹狼》
- 《七匹狼2》
- 《傻龍出海》
- 《愛拚才會贏》

- 1990年

- 《異域》自己最滿意的作品。
- 《異域2 孤軍》
- 《花祭》
- 《遊俠兒》

- 1991年

- 《大小老千》
- 《大頭兵上戰場 雜牌軍》
- 《火燒島》

- 1992年

- 《逃學外傳》
- 《五湖四海》

- 1993年

- 《劍奴之血獒劫》（港譯：劍奴）
- 《大小飛刀之九尾狐與飛天貓》

- 1994年

- 《天使心》與傅立聯合導演
- 《祖孫情》
- 《終極獵殺》
- 《卜派小子》（港譯：笑林小子)
- 《新烏龍院》（港譯：笑林小子2：新烏龍院)

- 1995年

- 《臭屁王》（港譯：蠟筆小小生）
- 《逃學戰警》（港譯：新紮師兄追女仔）
- 《新烏龍院2》（港譯：無敵反斗星）
- 《中國龍》

- 1996年

- 《號角響起》（港譯：四個不平凡的少年）
- 《頑皮炸彈》（港譯：漫畫王）
- 《泡妞專家》（港譯：重慶愛情感覺）
- 《情色》
- 《狗蛋大兵》（港譯：狗蛋奇兵）

- 1997年

- 《火燒島之橫行霸道》
- 《超級三等兵》（港譯：頑皮故事）
- 《捉姦、強姦、通姦》：通姦篇
- 《天生絕配》
- 《忍者兵》

- 1998年

- 《小鬼遇到兵》
- 《女歡》

- 1999年

- 《野孩子的秘密》（又名：房東老爸）

- 2001年

- 《蘋果咬一口》

- 2003年

- 《猴死囝仔》
- 《超級模範生》
- 《搞鬼》

- 2004年

- 《猴死囝仔2 那年暑假》
- 《人不是我殺的》：（又名：妙探神威)創下台北市總票房僅有2,280元新台幣的最低紀錄，但之後此紀錄被打破，換算當時台灣電影票價，約僅有10人左右觀看。
- 《一石二鳥》：創下當時台北市首周票房只有13,830元新台幣的紀錄，換算當時台灣電影票價，大約僅有58人觀看，但中國大陸票房開出6,000萬新台幣的紅盤。
- 《喜歡你喜歡我》

- 2007年

- 《功夫灌籃》（又名：大灌籃），2008年2月上映。

- 2009年

- 《阿凱說:牛奶請你喝》

- 2009年

- 《刺陵》

- 2010年

- 《大笑江湖》

- 2011年

- 《10+10》中的〈無國籍公民〉（短片）

- 2012年

- 《新天生一對》

- 2014年

- 《大宅們》（又名：大宅男）

- 2018年

- 《新烏龍院之笑鬧江湖》

### 編劇
- 1979年

- 《錯誤的第一步》 擔任編劇一職、蔡揚名(又名歐陽俊)導演
- 《凌晨六點槍聲》擔任編劇一職、蔡揚名(又名歐陽俊)導演

### 監製
- 1989年

- 《1989放暑假》導演：傅立

- 1993年

- 《新流星蝴蝶劍》擔任監製一職、麥當傑導演

- 1999年

- 《男生女生配》（又名：流氓學生、好孩子）擔任監製一職、張國立導演

- 2002年

- 《挖洞人》擔任出品人一職、何平導演

- 2003年

- 《來去少林》（又名：絕不放過你)擔任出品人一職、與森島聯合導演
- 《野蠻小子》（又名：我最棒）擔任監製一職、傅立導演
- 《灰色驚爆》擔任監製一職、林合隆導演
- 《爺爺的家》擔任出品人一職、李祐寧導演

- 2005年

- 《狼》：台灣首部數位電影擔任監製一職、林合隆導演

- 2013年

- 《大尾鱸鰻》擔任監製一職、邱瓈寬導演

- 2016年

- 《大尾鱸鰻2》擔任監製一職、邱瓈寬導演

- 2024年

- 《小子 (電影)》擔任監製一職、王毓琦導演

## 電視劇
- 2000年

- 台視《神仙動員令》(第4-8集)
- 台視《俠女闖天關》

- 2010年

- 大愛《逆子》

## MV
- 1992年：

- 王傑《英雄淚》

- 2008年：

- 周杰倫《周大俠》（電影《功夫灌籃》主題曲）

- 2009年：

- 林志玲《帶我飛》（電影《刺陵》主題曲）

## 書籍
- 2022年：

- 《朱延平七日談》作者:影評人藍祖蔚、口述:朱延平

## 獎項

### 亞太影展
| 年份   | 頒獎典禮                      | 獎項                       | 影片         | 結果 |
| ------ | ----------------------------- | -------------------------- | ------------ | ---- |
| 1979年 | 第25屆亚洲影展 (亞太影展前身) | 最富倫理道德價值意義編劇獎 | 錯誤的第一步 | 獲獎 |
| 2002年 | 第47届亚太影展                | 评审团特别奖               | 挖洞人       | 獲獎 |

### 金马奖
| 年份   | 頒獎典禮     | 獎項       | 影片           | 結果 |
| ------ | ------------ | ---------- | -------------- | ---- |
| 1993年 | 第30届金马奖 | 最佳剧情片 | 异域之末路英雄 | 提名 |

### 台北電影獎
| 年份   | 頒獎典禮         | 獎項       | 結果 |
| ------ | ---------------- | ---------- | ---- |
| 2022年 | 第24屆台北電影獎 | 卓越貢獻獎 | 獲獎 |

## 軼事
- 朱延平的拍片風格跟香港導演王晶相似，兩人也是多年好友。[1]

## 外部連結
- 朱延平的Facebook（页面存档备份，存于）
- 朱延平的Instagram （页面存档备份，存于）
- 朱延平在互联网电影资料库（IMDb）上的資料（英文）
- 在AllMovie上朱延平的頁面（英文）
- 朱延平在香港影庫上的簡介
- 朱延平在豆瓣上的资料（简体中文）
- 朱延平在时光网上的簡介（简体中文）
- 朱延平在台灣電影網上的資料（繁體中文）
- 華文影史庫上《朱延平 （页面存档备份，存于）》的資料（繁體中文）